# Civitas
Nella storia dell'antica Roma, il termine latino civitas indicava:
- lo status giuridico della cittadinanza romana;
- l'insieme dei cittadini romani;
- un insediamento urbano non organizzato come urbs (città).

La cittadinanza romana era concessa alle comunità o a singoli individui tramite leggi o votate dai comizi o dal Senato o dai magistrati. Spesso ciò avveniva come riconoscimento civile. Controversie nacquero durante il periodo della repubblica in merito allo status dei nuovi territori annessi, specialmente in territorio italico; la civitas prevedeva, tra gli altri, il diritto di voto nei comizi e, in questo modo, alterava gli equilibri politici della città. Durante l'epoca dell'impero, la concessione della cittadinanza venne utilizzata come un mezzo per "romanizzare" le nuove province. Nel 212 d.C., l'editto di Caracalla conferì la cittadinanza a tutti gli abitanti dell'impero.
Il secondo significato venne assunto dopo il superamento della contrapposizione tra patrizi e plebei, insieme al termine quiriti, per comprendere tutti gli elementi costituenti la comunità, senza distinzioni di classe.
Il terzo significato era attribuito a comunità come quelle dei Celti.